# Madagaskarhavik
De madagaskarhavik (Astur henstii) is een roofvogel uit de familie van de havikachtigen (Accipitridae). De vogel werd in 1870 door de Nederlander Douwe Casparus van Dam op Madagaskar bemachtigd en naar Leiden gestuurd en in 1873 door Hermann Schlegel beschreven.

## Kenmerken
Deze havik lijkt zeer sterk op de gewone havik van het Noordelijk Halfrond, zowel qua formaat als uiterlijk. De roofvogel is 52 tot 62 cm lang, met een spanwijdte 86 tot 100 cm. In tegenstelling tot de gewone havik heeft deze soort gele ogen en de witte onderstaartdekveren zijn licht gestreept.

## Verspreiding en leefgebied
Het is een endemische soort in Madagaskar. De leefgebieden liggen in natuurlijk bos. De vogel is gevoelig voor verstoring.

## Status
De madagaskarhavik heeft een beperkt verspreidingsgebied en daardoor is de kans op uitsterven aanwezig. De grootte van de populatie werd in 2020 door BirdLife International geschat op 500 tot 1000 volwassen individuen. De populatie-aantallen nemen af door habitatverlies. Het leefgebied wordt aangetast door ontbossing waarbij natuurlijk bos wordt omgezet in gebied voor agrarisch gebruik. Om deze redenen staat deze soort als kwetsbaar op de Rode Lijst van de IUCN.